# Donaconethis ehrenbergi
Donaconethis ehrenbergi is een insectensoort uit de familie Embiidae, die tot de orde webspinners (Embioptera) behoort. De soort komt voor in Egypte.
Donaconethis ehrenbergi is voor het eerst wetenschappelijk beschreven door Enderlein in 1909.